# دوروثي سولي
دوروثي ستيفنسكي سولي (نيبيردي قبل الزواج، 1929-2003) والمعروفة باسم دوروثي سولي، عالمة لاهوت تحريري ألمانية صاغت مصطلح «الفاشية المسيحية». وُلدت في كولونيا وتوفيت في مؤتمر في غوبينغن إثر سكتة قلبية.

## الحياة والمسيرة المهنية

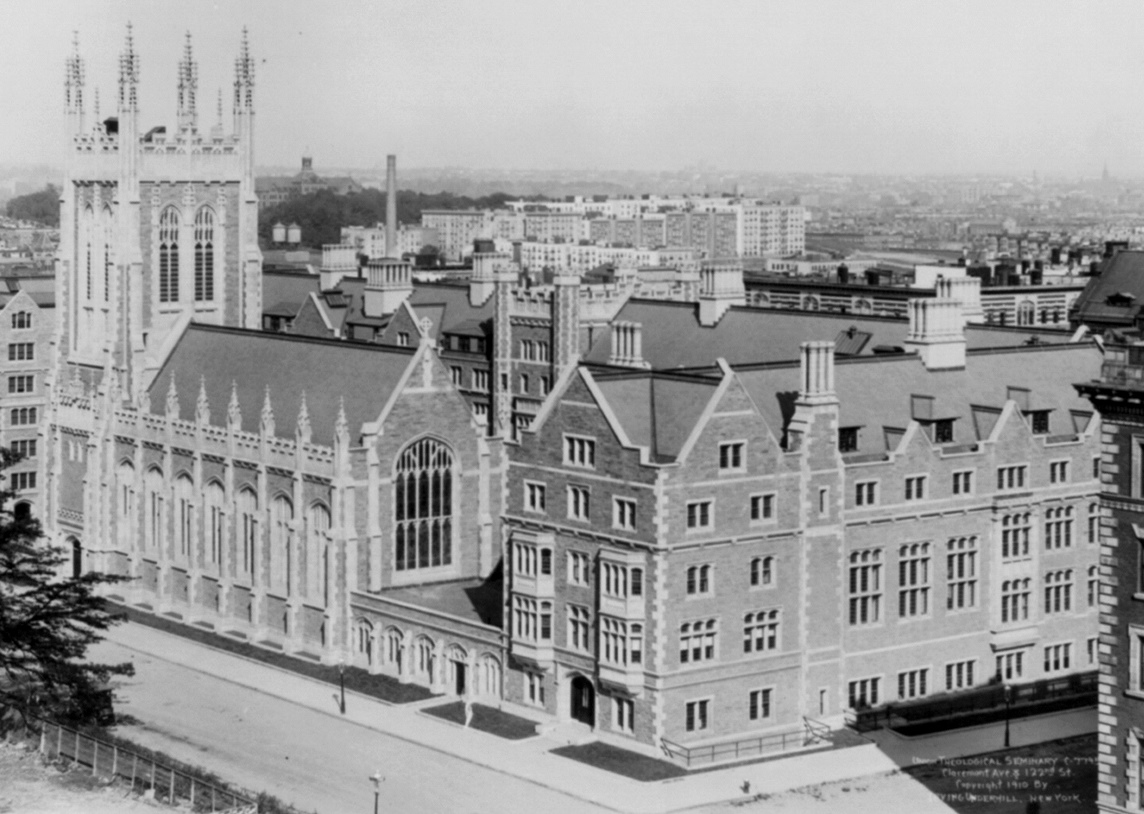
معهد الاتحاد اللاهوتي في نيويورك

ولدت سولي باسم دوروثي نيبيردي في 30 سبتمبر 1929 في كولونيا في ألمانيا. كان والدها أستاذ قانون العمل هانز كارل نيبيردي، الذي أصبح فيما بعد أول رئيس لمحكمة العمل الفيدرالية في ألمانيا الغربية بين عامي 1954 و1963. درست سولي اللاهوت والفلسفة والأدب في جامعة كولونيا، وحصلت على درجة الدكتوراه مع أطروحة حول الروابط بين اللاهوت والشعر. عملت في التدريس لفترة وجيزة في آخن قبل أن تعود إلى كولونيا كمحاضرة جامعية. أصبحت نشطة في السياسة، وخطبت ضد حرب فيتنام، وسباق التسلح في الحرب الباردة، والظلم في العالم النامي. يُذكر أنها نظمت صلوات الليل السياسية في كنيسة أنتونيتيركيرش في كولونيا بين عامي 1968 و1972.
اعتادت إمضاء ستة أشهر سنويًا في مدرسة الاتحاد اللاهوتية في مدينة نيويورك، حيث كانت أستاذة في علم اللاهوت النظامي، وذلك خلال الفترة بين عامي 1975 و1987. لم تحصل على درجة الأستاذية في ألمانيا، إلا أنها حصلت على درجة الأستاذية الفخرية من جامعة هامبورغ في عام 1994.
ألَّفت عددًا كبيرًا من الكتب، من بينها لاهوت المشككين: تأملات في الله (1968)، والصرخة الصامتة: التصوف والمقاومة (1997)، وسيرتها الذاتية ضد الريح: مذكرات مسيحية راديكالية (1999). صاغت مصطلح فاشية مسيحية لوصف الأصوليين في كتابها ما وراء مجرد الطاعة: تأملات في أخلاقيات مسيحية للمستقبل. ولربما كان أشهر أعمالها باللغة الإنجليزية هو المعاناة، والذي يقدم نقدًا «للمازوخية المسيحية والسادية المسيحية». يتعارض نقد سولي مع الافتراض أن الله كلي القدرة وهو سبب المعاناة، ومن ثم يعاني البشر من أجل غرض أكبر، وبدلًا من ذلك، يعاني الله ويخلو من القوة إلى جانبنا. يجب على البشر أن يناضلوا معًا ضد الاضطهاد والتمييز الجنسي ومعاداة السامية وغيرها من أشكال الاستبداد.
تزوجت سولي مرتين وأنجبت أربعة أطفال. تزوجت أولًا في عام 1954 من الفنان ديتريش سولي، وأنجبت منه ثلاثة أطفال قبل الطلاق عام 1964، وفي عام 1969، تزوجت من القس البينديكتيني السابق فولبرت ستيفنسكي، وأنجبت منه طفلها الرابع ونظمت معه صلوات الليل السياسية، وكان شقيقها المؤرخ توماس نيبيردي.
توفيت سولي إثر نوبة قلبية في مؤتمر عقد في غوبينغن في 27 أبريل 2003. دُفنت في فريدهوف نينستيتن في هامبورغ.

## تفكير سولي اللاهوتي
«أؤمن بالله الذي خلق العالم لا مُكتملًا تمامًا، ولا كشيءٍ عليه البقاء متمثلًا أبدًا، الذي لا يحكمُ وفقًا لقوانين أزلية دائمة الصحة، ولا بحسبِ أنظمة طبيعية، من فقراء وأغنياء، خبراء وجهلة، مستبدين ومُستَبدَّ عليهم. أؤمن بالله الذي يرغب بمجادلة الأحياء، وتغيير كل حال من خلال عملنا، من خلال سياستنا». (مقتبس من تأملات ونصوص للتطبيق، قصائد. برلين 1969).
لم تكن فكرة إله «في السماء بكل مجده» بينما يُنظم معسكر أوشفيتس «تُطاق» بالنسبة إلى سولي. يجب أن يكون الله محميًا من مثل هذه التبسيطات. كانت سول بالنسبة للبعض نوعًا من أنبياء المسيحية، التي ألغت الفصل بين العلم اللاهوتي وممارسة الحياة، بينما نظر لها البعض الآخر كضالة لا يمكن توفيق نظرياتها مع الفهم التقليدي لله، ومن ثم رُفضت أفكارها باعتبارها سخرية لاهوتية.